# شمس‌آباد (پردیس)
شمس‌آباد روستایی در دهستان جاجرود بخش جاجرود شهرستان پردیس استان تهران ایران است. در حال حاضر با اتصال روستای باغک به شمس آباد و تجمیع بعنوان یک روستا در تقسیمات کشوری ثبت گردیده اند و در اداره ثبت پلاک اصلی شمس آباد ۷۶ و پلاک اصلی باغک ۷۷ میباشد . 

## جمعیت
بر پایه سرشماری عمومی نفوس و مسکن در سال ۱۳۹۵ جمعیت این روستا ۱۱۵ نفر (۳۵خانوار) بوده‌است.